# Korvus
Korvus, es un personaje ficticio que aparece en los cómics estadounidenses publicados por Marvel Comics. Korvus empuña un arma conocida como Espada del Fénix e hizo su primera aparición en Uncanny X-Men # 478.

## Biografía ficticia
Aunque los Shi'Ar lo han negado durante siglos, uno de su raza ejerció una vez el poder del Fénix. Rook'shir ejercía el poder universal a través de una espada gigante, llamada Espada del Fénix, y devastó gran parte del Imperio Shi'ar hasta que se formó la Guardia Imperial para derrotarlo. Sin embargo, una fracción de su poder permanecía en la espada, que solo podía ser levantada por un descendiente directo de Rook'shir. Con la esperanza de que la espada nunca volviera a ser levantada, el Shi'ar se centró en acabar con los descendientes de Rook'shir. 
Los descendientes fueron asesinados por el vicecanciller K'tor, un leal a D'Ken, que mantuvo a un solo sobreviviente como esclavo. El sobreviviente fue Korvus, y fue torturado mientras trabajaba en construcciones mecánicas, y cuando llegó a la edad adulta, Korvus fue encarcelado en la prisión de alta seguridad en la luna de Phygim y se colocó un dispositivo en su cerebro que podría activarse si lo intentaba escapar.
Durante "El ascenso y la caída del Imperio Shi'ar", K'tor se acercó a Korvus en prisión y se ofreció a conmutar el resto de la sentencia de Korvus si actuaba en contra de Marvel Girl, que era, junto con Havok, Polaris, el Profesor X, Nightcrawler, Darwin y Warpath, llegando al Imperio Shi'ar para detener a Vulcan en su búsqueda de venganza. 
K'tor permitió que Korvus tomara la Espada del Fénix y le dio un barco para que pudiera matar a Rachel. Korvus finalmente encontró la banda de X-Men rastreando la marca Fénix de Marvel Girl, a la que se sintió atraído. Korvus aterrizó en su nave y frustró fácilmente a los X-Men combinados con la Espada. Sin embargo, cuando trató de matar a Rachel, ella agarró la Espada y sus mentes se unieron involuntariamente, reviviendo la vida del otro en esencia y formando un vínculo estrecho entre ellos. Luego eligió aliarse con los X-Men y el dispositivo en su cerebro fue desactivado con la ayuda de Rachel.
Korvus les enseñó a los X-Men que su nave de salto tenía el potencial de abrir una puerta estelar usando sus propias fuentes de poder mutantes. Korvus trabajó en la reparación de la nave mientras los X-Men enviaban una señal de socorro a los Starjammers. Korvus y Marvel Girl continuaron experimentando su vínculo mental, se unieron y comenzaron una relación romántica. Ella pronto pone fin a la relación, creyendo que su conexión no es real y se debe al momento en que sus mentes se unieron debido a la fuerza residual de Fénix. Esto fue para consternación de Korvus, quien de hecho comenzó a enamorarse de ella.
Después de la muerte de Corsair a manos de Vulcan, él, junto con Havok, Polaris, Rachel, Ch'od y Raza se convierten en los nuevos Starjammers, eligiendo permanecer en el espacio Shi'ar y restaurar a Lilandra en el trono.

### Kingbreaker
Durante una batalla con la nueva guardia de Vulcan, el fragmento de Fénix en su espada y dentro de Rachel los deja a ambos.

### War of Kings
Marvel ha anunciado que Korvus y los Starjammers jugarán un papel importante en la próxima historia de War of Kings, que también presenta a Vulcan, los Inhumanos, Nova y Guardianes de la Galaxia.

### Reino de los Reyes
Se sabe a través de Ch'od que Korvus, junto con Rachel, Polaris y Havok, partieron hacia la Tierra, aparentemente para informar del incidente en el que Korvus y Rachel perdieron la conexión con la Fuerza Fénix.

### Misión de Rescate
Sin embargo, el cuarteto nunca lo logró, ya que se detuvieron en una estación espacial Shi'ar en el camino. Desafortunadamente, la estación quedó oculta por un extraterrestre llamado Friendless, uno de los trabajadores alienígenas telepáticos a bordo, y desencadenó una guerra civil entre las razas que vivían en la estación. En el caos, Korvus estaba controlado mentalmente por Friendless y los generadores de gravedad de la nave resultaron dañados. A medida que avanzaba la guerra, la estación comenzó a ser arrastrada hacia la estrella que estaba orbitando. Rachel logró enviar un mensaje a la Tierra y llegó ayuda en forma de Rogue y algunos X-Men. Con la ayuda de Rogue, Rachel logró bloquear el control mental de Friendless, liberando a Korvus. Mientras Rachel se enfrentaba mente a mente sin amigos, Korvus solo podía ayudar observando su cuerpo inerte y haciendo todo lo posible para protegerlo. Friendless finalmente fue derrotado y la estación espacial fue teletransportada a través del universo a la órbita de la Tierra. Si bien la mayoría de los héroes estaban contentos de estar en casa, Korvus solo podía pensar que estaba aún más lejos del suyo.

### Varados en la Tierra
Cuando Korvus y el grupo regresaron a los X-Men, comenzó a surgir una nueva situación. Rogue pudo sentir que más personas habían regresado a la Tierra de las que sabían y, cuando el Dr. Nemesis realizó sus pruebas, descubrió que Korvus tenía la llave. Cada uno de los ocho héroes que habían estado en la estación ahora poseía una pequeña cantidad de energía desconocida, pero la espada de Korvus tenía una concentración mucho mayor. La espada se había convertido en una puerta y alguien estaba del otro lado.
Rogue descubrió que era una aliada perdida que pensó que había muerto. Mientras Rogue se embarcó en una misión de rescate, Korvus se quedó para familiarizarse con el hogar de los X-Men de Utopia. No estaba impresionado por Cíclope o el hecho de que los X-Men fueran obligados a vivir en una pequeña isla. Korvus no sabía qué hacer ahora que estaba en la Tierra, pero afortunadamente una oportunidad cayó en su regazo. La estación espacial que fue teletransportada a la Tierra también contenía una tripulación de rescate Shi'ar que estaba buscando un capitán. Korvus dejó la Tierra para estar en el espacio donde se sentía mucho más en casa.

### De vuelta con los Starjammers
La distancia entre Rachel y Korvus no ayudó a su relación y se separaron. El papel de capitán tampoco duró mucho, por lo que decidió dejar todo atrás y buscar a los Starjammers restantes. No fue el único en unirse al equipo cuando Corsair, el líder muerto del equipo, resucitó y retomó su deber como capitán de los piratas espaciales. Cuando la versión más joven de Jean Grey fue juzgada por el crimen de convertirse un día en anfitrión de la Fuerza Fénix, Korvus y los Starjammers intervinieron.
Después de su breve coqueteo con la Tierra, Korvus permaneció con los Starjammers para viajar por el universo en busca de aventuras y gloria. Encontró un papel adecuado entre ellos como mecánico de la nave e incluso se quedó a cargo cuando Corsair estaba ausente. Desafortunadamente, cuando Corsair viajaba con su hijo, los Starjammers fueron atacados por una banda rival de piratas y Korvus fue arrojado al espacio para morir junto a sus compañeros de tripulación. Fue salvado de una muerte segura por una nave que pasaba, pero la tripulación reconoció a los piratas y Korvus fue arrestado. Estaba previsto que lo subastaran como esclavo, pero Corsair lo salvó y le robó la nave. Korvus está una vez más en el Starjammer, sirviendo como su mecánico / músculo.

## Poderes y habilidades
Korvus posee todos los atributos típicos asociados con la raza aviar Shi'ar de fuerza sobrehumana (si es típico de su raza, es capaz de levantar 1 tonelada en la gravedad terrestre normal), velocidad mejorada, reflejos, agilidad, flexibilidad, coordinación, equilibrio. y resistencia.
Como portador de la Espada Fénix, Korvus puede volar y disparar ráfagas de energía a través de la espada.
Actualmente se desconoce si la Espada del Fénix aumenta aún más sus habilidades naturales como Shi'ar, aunque es muy probable: Korvus sobrevivió a dos golpes directos de Gladiador y fue visto de nuevo en acción poco tiempo después.
Durante X-Men: Kingbreaker, el Fénix deja la espada y la deja impotente.
Korvus está bien versado en la tecnología Shi'ar, especialmente en Shi'ar Hyper Drives.